# Мусса, Мерием
Мерием Мусса (араб. مريم موسى‎; род. 11 мая 1988) — алжирская дзюдоистка, представительница суперлёгкой и полулёгкой весовых категорий. Выступает за национальную сборную Алжира по дзюдо с 2005 года, чемпионка Африки, чемпионка Всеафриканских игр, победительница и призёрка многих турниров международного значения, участница летних Олимпийских игр в Пекине.

## Биография
Мерием Мусса родилась 11 мая 1988 года.
Впервые заявила о себе в дзюдо на международной арене в сезоне 2005 года, выиграв золотую медаль на юниорском африканском первенстве в Тунисе. Год спустя вновь была лучшей на чемпионате Африки среди юниоров. Попав в основной составе алжирской национальной сборной, побывала на взрослом чемпионате Африки в Маврикии, откуда привезла награду бронзового достоинства, выигранную в зачёте суперлёгкой весовой категории.
В 2007 году одержала победу на домашних Всеафриканских играх в Алжире, выступила на чемпионате мира в Рио-де-Жанейро.
На африканском первенстве 2008 года в Агадире стала серебряной призёркой в суперлёгком весе. Благодаря череде удачных выступлений удостоилась права защищать честь страны на летних Олимпийских играх в Пекине — в категории до 48 кг благополучно прошла первую соперницу по турнирной сетке, однако во втором поединке в 1/8 финала потерпела поражение от немки Михаэлы Башин и тем самым лишилась всяких шансов на попадание в число призёров.
После пекинской Олимпиады Мусса осталась в составе дзюдоистской команды Алжира и продолжила принимать участие в крупнейших международных турнирах. Так, в 2009 году она победила на чемпионате Африки в Маврикии и на международном турнире в Марселе.
В 2010 году была третьей на африканском первенстве в Яунде, добавила в послужной список несколько медалей, полученных на различных турнирах международного значения, выступила на мировом первенстве в Токио.
В 2011 году отметилась победой на Панарабских играх в Дохе, участвовала в чемпионате мира в Париже.
Была лучшей в зачёте алжирского национального первенства 2012 года в полулёгком весе.
В 2014 и 2015 годах выиграла бронзовые медали на чемпионатах Африки в Порт-Луи и Либревиле соответственно, в то время как на африканском первенстве 2016 года в Тунисе стала серебряной призёркой.
В 2017 году одержала победу на чемпионате Африки в Антананариву, взяла бронзу на Играх исламской солидарности в Баку, выступила на мировом первенстве в Будапеште.
На Средиземноморских играх 2018 года в Таррагоне заняла итоговое седьмое место, тогда как на африканском первенстве в Тунисе была третьей.
В 2019 году добавила в послужной список бронзовую награду, полученную на чемпионате Африки в Кейптауне.